# Atalante

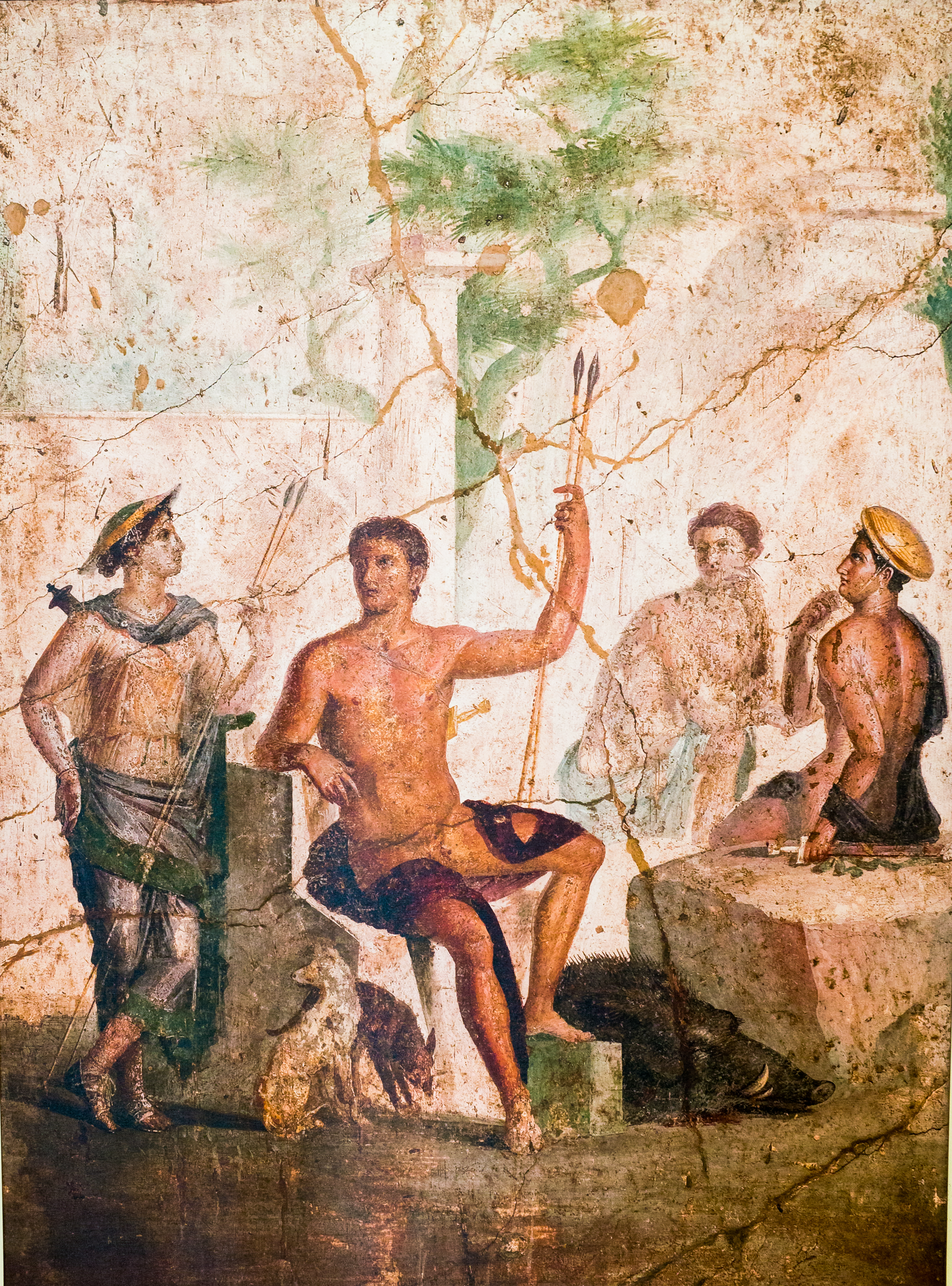
Atalante (links) und Meleagros (sitzend) ruhen nach der Jagd nach dem kalydonischen Eber. Antikes Fresko aus Pompeji.

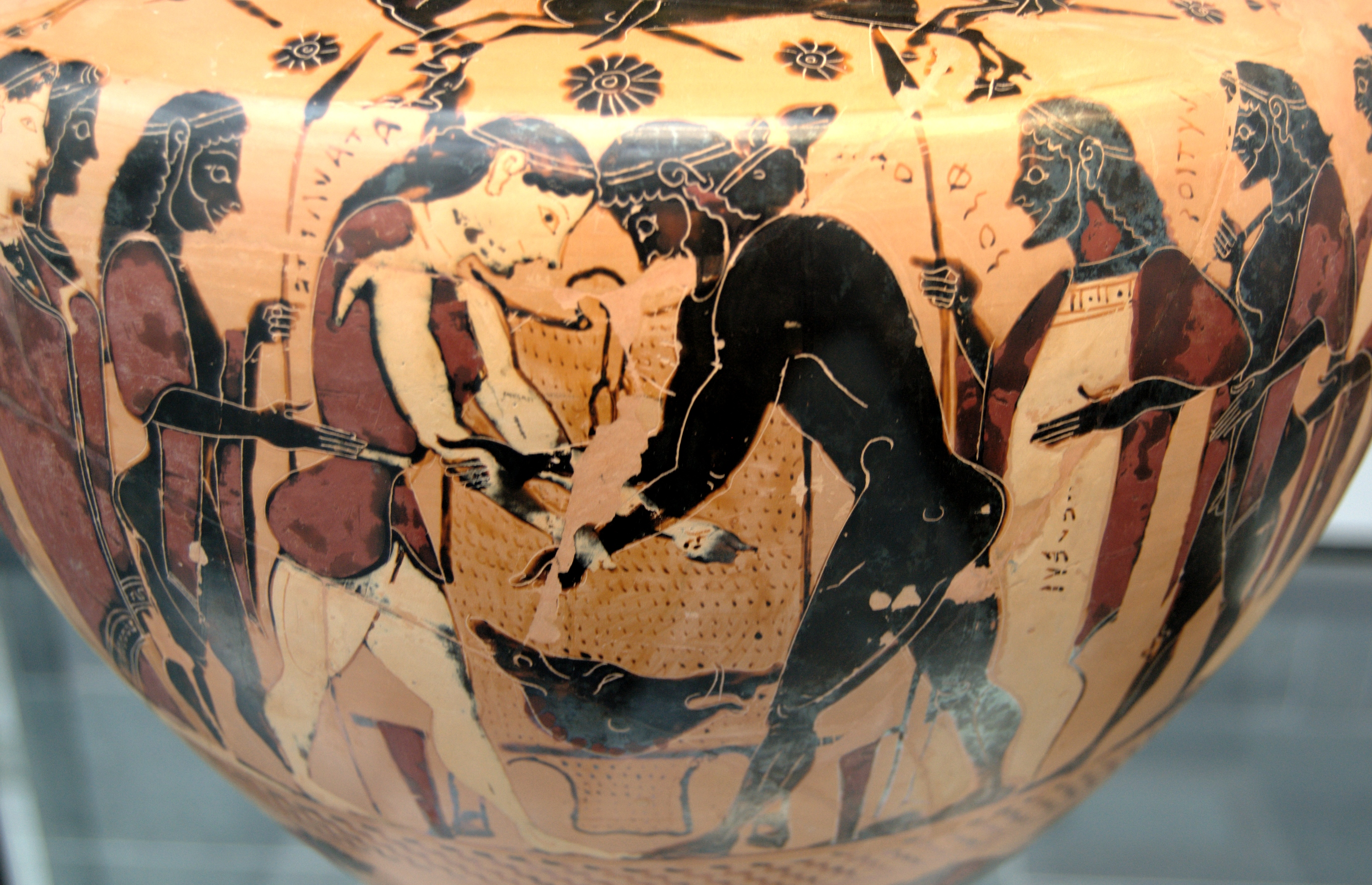
Ringkampf von Peleus und Atalante bei den Leichenspielen für König Pelias, schwarzfigurige Hydria, um 550 v. Chr., Staatliche Antikensammlungen (Inv. 596)

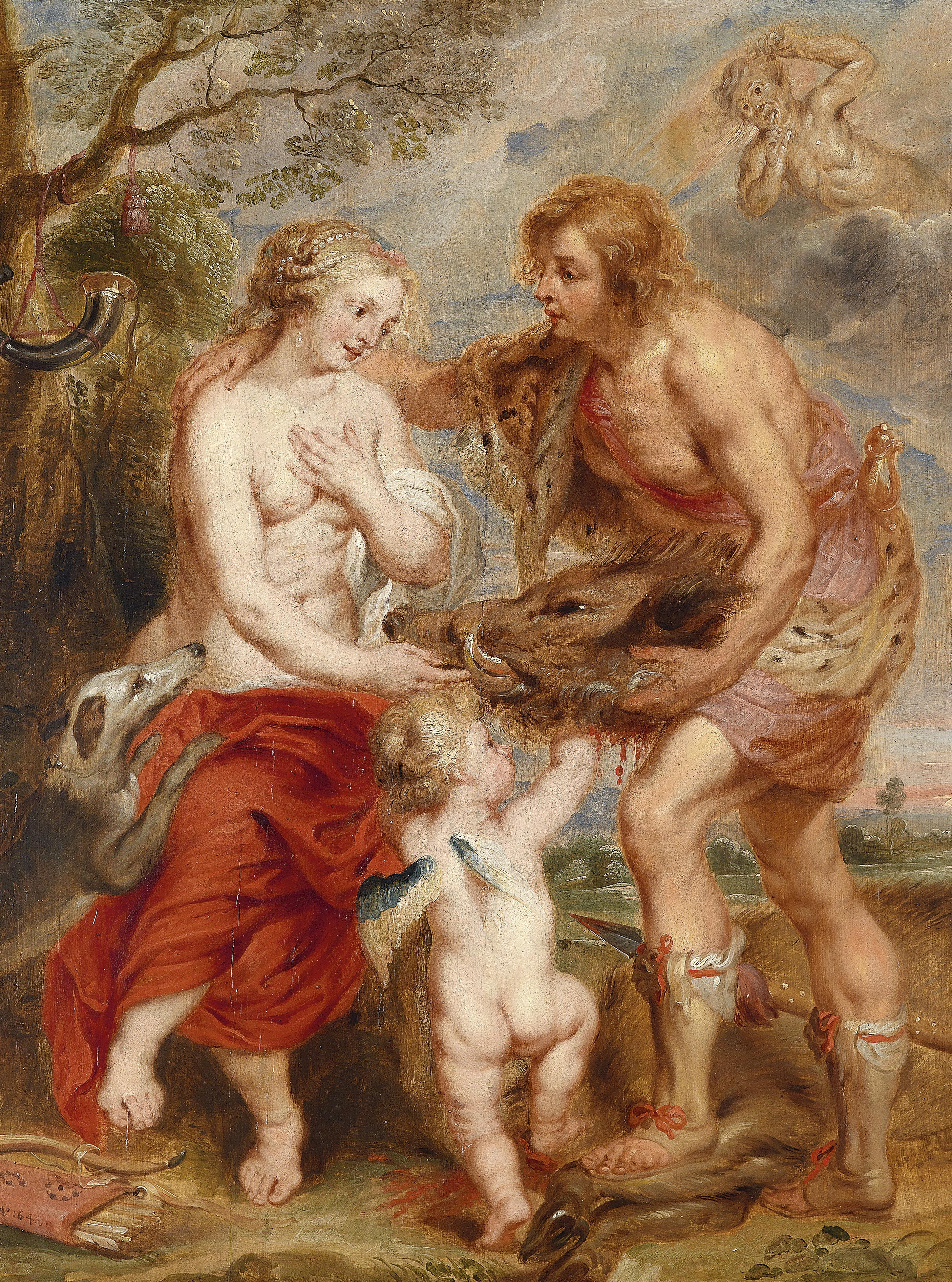
Peter Paul Rubens: Meleager und Atalante, um 1635, Alte Pinakothek, München

Atalante (altgriechisch Ἀταλάντη Atalántē oder Ἀταλάντα Atalánta; lateinisch Atalanta) ist in der griechischen Mythologie bzw. den Erzählungen aus Böotien und Arkadien eine jungfräuliche Jägerin, die Tochter der Klymene.
In Böotien wird Schoineus, der Sohn des Athamas, als ihr Vater angegeben, in Arkadien Iasos, der Sohn des Lykurgos.

## Mythos
Nach der Geburt wird Atalante vom enttäuschten Iasos, der sich einen männlichen Erben gewünscht hat, auf dem parthenischen Hügel nahe Kalydon ausgesetzt. Artemis schickt eine Bärin zu Hilfe, die das Kind säugt. Es wächst bei Jägern zur schnellsten Läuferin Griechenlands heran. Atalante wird selbst zur amazonenhaften Jägerin, schwört immerwährende Jungfräulichkeit und ist immer bewaffnet.
Als Oineus, der König von Kalydon, eines Tages vergisst, Artemis in seine Opfer einzuschließen, schickt diese  erzürnt einen Eber, der die Felder verwüstet und die Arbeiter und das Vieh des Königs tötet. Auch Atalante folgt dem Ruf an die tapfersten Helden Griechenlands, den Eber zu jagen. Nach der Feier zum Auftakt der Jagd versuchen
Hylaios und Rhoikos, zwei Kentauren, im Rausch sie zu vergewaltigen. Ihr Versuch  scheitert jedoch und Atalante erschießt beide mit ihren Pfeilen.
Bei Oineus angekommen weigern sich zwei der zur Jagd erschienenen Helden, mit einer Frau zu jagen: Ankaios und Kepheus von Tegea, beide ebenfalls aus Arkadien kommend. Meleagros, der, obwohl mit Kleopatra verheiratet, sich in Atalante zu verlieben beginnt, kann beide aber überreden, nachzugeben.
Als sie den Eber erblicken und dieser angreift, kann sie durch einen gezielten Schuss mit ihrem Bogen das Tier verwunden und zumindest ablenken, als es gerade Telamon und Peleus zu überrennen droht. Ankaios aber wird vom Eber getötet, Peleus tötet im Schlachtgetümmel versehentlich den Eurytion; der Seher Amphiaraos schafft es, das Tier mit einem Pfeil zu blenden, Meleagros durchbohrt seine Flanke mit einem Speer – und diesen treibt sich das Ungeheuer schließlich weiter in den Leib und verendet.
Der verliebte Meleagros will die Haut des Tieres Atalante geben, was einige Teilnehmer der Jagd erzürnt: Wenn schon nicht eindeutig sei, wer für den Tod des Tieres wirklich verantwortlich sei, dann gebühre das Vlies dem ehrwürdigsten Teilnehmer der Jagd, nämlich Meleagros’ Onkel Plexippos – sagt Plexippos. Als sich dessen jüngerer Bruder Toxeus ihm anschließt und behauptet, zudem habe Iphikles als erster das Tier mit seinem Pfeil zumindest gestreift, tötet Meleagros seine beiden Onkel.
Immerhin: Iasos ist jetzt stolz auf die Leistung Atalantes, erkennt sie als seine Tochter an – und beschließt, sie zu verheiraten. Atalante, die immerbleibende Jungfräulichkeit geschworen hat, stellt die Bedingung, der zukünftige Gatte müsse sie im Wettlauf besiegen, ansonsten werde sie diesen töten. Iasos ist einverstanden – und so sind es auch viele Brautwerber, die allesamt nackt gegen die ebenso nackte Atalante antreten, verlieren und sterben. Erst als in der arkadischen Überlieferung Meilanion bzw. in der böotischen Version Hippomenes die Göttin Aphrodite um Hilfe bittet, gibt ihm diese drei goldene Äpfel, die er während des Wettlaufs zu Boden fallen lassen solle. Und tatsächlich bückt sich Atalante, um die Äpfel aufzuheben, und Melanion kann den Wettlauf für sich entscheiden.
Die beiden heiraten, aber danach trennen sich die Versionen: Nach der einen entweihen die Eheleute einen Tempel des Zeus, indem sie dort beisammenliegen, so dass sie in zwei Löwen verwandelt werden und sich nun nach alter totemistischer Auffassung nicht mehr paaren können. Eine andere behauptet, Atalante habe schon vorher ein Kind von Meleagros empfangen – den Parthenopaios. Und wieder andere meinen, dessen Vater sei Ares gewesen, oder dass ein Heiligtum Kybeles entweiht wurde; oder auch, dass Meleagros vor der Hochzeit in die Wälder floh, dort als Jäger lebte und erst danach lange um Atalante warb, bis er ihre Anerkennung fand.
Manche Quellen erwähnen auch Atalante als Teilnehmerin am Zug der Argonauten, bei dem sie in einem Gefecht verwundet und von Medea geheilt wurde. Nach Apollonios von Rhodos weigerte Jason sich, sie auf seine Fahrt mitzunehmen, da er eine Jungfrau auf einem Schiff voller Männer als Konfliktpotential sah. Atalante soll ihm jedoch einen besonders kostbaren Speer aus dem Mainalosgebirge geschenkt haben, der sein Ziel nie verfehlte. Mit ihrem eigenen Speer schlug sie einmal, von der Jagd ermüdet und durstig, eine Quelle aus einem Felsen, berichtet Pausanias, der auch ein Grab der Atalante gesehen haben will.

## Trivia
Nach Atalante ist der italienische Sportclub Atalanta Bergamo benannt.